# Maria Tallchief
Elizabeth Marie Tallchief (obiteljsko ime na osage jeziku: Ki He Kah Stah Tsa; Fairfax, Oklahoma, SAD, 24. siječnja 1925. – Chicago, SAD, 11. travnja 2013.) bila je američka balerina. Ona se smatra američkom prvom velikom prima balerinom, i bila je prva autohtona Amerikanka koja je držala taj rang.
Elizabeth Marie Tallchief, poznata kao „Betty Marie” prijateljima i obitelji, rođena je od oca pod imenom Alexander Joseph Tall Chief, pripadnika Osage Indijanaca, i njegove žene, Ruth Porter, škotsko-irskog porijekla. Porter je upoznala Tall Chiefa, udovca, dok je posjećivala svoju sestru, koja je bila kućna pomoćnica njegove majke u to vrijeme.
Skoro od svoga rođenja, Elizabeth Tallchief bavila se plesom, počevši s formalnom nastavom u trećoj godini. Kada joj je bilo osam godina, njena obitelj preselila se iz rodne kuće u Fairfaxu u Oklahomi u Los Angeles u Kaliforniji da bi ona i njena mlađa sestra imale bolje mogućnosti za razvoj baletne karijere.
Sa 17 godina preselila se u New York u potrazi za pozicijom u velikoj baletnoj grupi, a po nagovoru svojih nadređenih uzela je umjetničko ime Maria Tallchief. Sljedećih pet godina provela je s baletnom grupom „Ballet Russe de Monte Carlo”, gdje je upoznala legendarnog koreografa Georgea Balanchinea. Balanchine je 1946. godine kao jedan od osnivača formirao „New York City Ballet”, a Tallchief je postala prva zvijezda ove baletne grupe.
Smatra se prvom značajnom američkom prima balerinom. Bila je prva autohtona Amerikanka koja je imala taj rang. Do smrti je ostala usko vezana za svoje nasljeđe Osage Indijanaca, govoreći protiv stereotipa i zabluda o Indijancima u mnogim prilikama. Bila je aktivna u radu neprofitne organizacije „Amerika za indijske prilike” i bila je direktorica „Nagrade indijanskog vijeća za postignuća”.
U prosincu 2012. Tallchief je polomila svoj kuk. Umrla je 11. travnja 2013 od komplikacija nastalih od te povrede.

## Galerija
- Maria Tallchief 1954.
- Maria Tallchief u reklami baletne grupe „Ballet Russe de Monte Carlo”
- Maria Tallchief i Nicholas Magallanes u baletu „Orašar” 1954.
- Maria Tallchief i Erik Bruhn 1961.